# Pachyprosopis haematostoma
Pachyprosopis haematostoma är en biart som beskrevs av Cockerell 1913. Pachyprosopis haematostoma ingår i släktet Pachyprosopis och familjen korttungebin. Inga underarter finns listade i Catalogue of Life.

## Bildgalleri

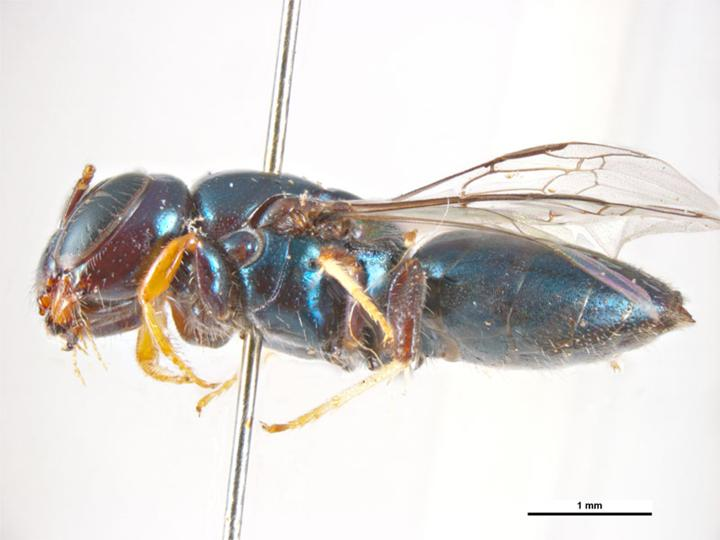
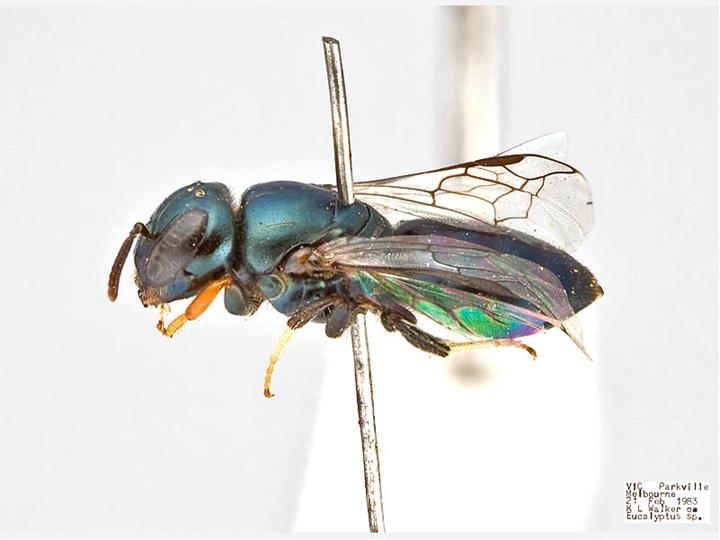
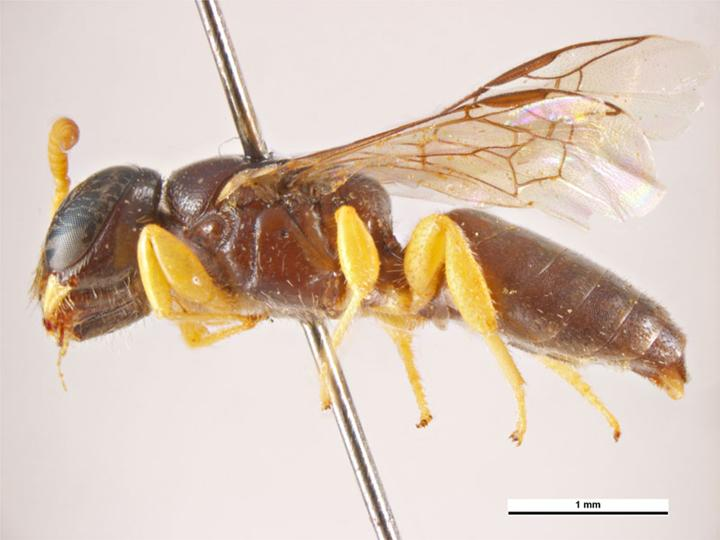